# Kyle Doering
Kyle Doering (Winnipeg, 14 de diciembre de 1995) es un deportista canadiense que compite en curling. Ganó una medalla de plata en el Campeonato Mundial de Curling Masculino de 2024.

## Palmarés internacional
| Campeonato Mundial | Campeonato Mundial   | Campeonato Mundial | Campeonato Mundial |
| Año                | Lugar                | Medalla            | Prueba             |
| ------------------ | -------------------- | ------------------ | ------------------ |
| 2024               | Schaffhausen (Suiza) | Medalla de plata   | Equipo             |